# Torkelsonék
A Torkelsonék (eredeti címén The Torkelsons, a második évad esetében Almost Home) egy amerikai szituációs komédia, melyet 1991 és 1993 között mutattak be az Egyesült Államokban az NBC televíziós csatornán. Az első évadot a Walt Disney Television, a másodikat a Touchstone Television készítette. Hazánkban 1996 és 1997 között a Walt Disney bemutatja című műsorblokkban mutatták be az MTV1-en. A főszerepben Connie Ray, Olivia Burnette és William Schallert voltak láthatóak.

## Cselekmény
A sorozat az Oklahoma állambeli Vinitában játszódik, egész pontosan annak Pyramid Corners nevű lakóközösségében. Millicent Torkelsonra marad rá, hogy gondoskodjon családjáról, miután férje, Randy elhagyta a családot. Randy a sorozatban csak két epizódban látható, és végül el is válnak. A bevezető epizódban Millicent annyira el van adósodva, hogy még a bútoraikat is elárverezik, ezért hát minden pénzre szükségük van. Hogy szert tegyen egy kis mellékesre, Millicent befogadja albérlőként Wesley Hodges-t, aki eztán a házban él.
Millicent legidősebb gyereke a 14 éves Dorothy Jane, aki korához képest rendkívül érett, és sokszor ő narrálja az eseményeket, ahogy beszélget az ablakán keresztül a "Holdbéli Emberrel". A 12 éves Steven Floyd sportoló, a 10 éves Ruth Ann tehetséges zenész, a 8 éves Chuckie Lee bogarakat gyűjt és vastag szemüveget hord, a 6 éves Mary Sue pedig mindig úgy viselkedik, mintha semmi sem történt volna. Dorothy Jane szerelmes a szomszédban lakó 18 éves fiúba, Riley Robertsbe, aki az első évadban jól láthatóan nincs ennek tudatában, miközben a kocka Kirby Scroggins pedig Dorothy Jane-be szerelmes.A pilot epizódban szerepelt Jacob "J.W." Presley, a hentes is, aki Millicentnek udvarolt, de őt kihagyták a sorozatból - ahogy a pilotban más színészek játszották még Ruth Ann-t és Steven Floydot is.
Miután az első évad véget ért 1992-ben, a sorozatot átalakították, és át is nevezték "Almost Home"-ra. Ebben az évadban a sorozat már Seattle-ben játszódott, miután Millicent itt kapott állást nővérként, és miután elárverezték az oklahomai házukat. Steven Floyd és Ruth Ann karaktereit teljesen kihagyták, sőt úgy utaltak rájuk, mintha sohasem léteztek volna. Millicent összeköltözött Brian Morgannel és két gyerekével, Mollyval és Gregoryval. Brian egy sikeres divatlap, a Molly Gregory vezetője, amit a gyerekei után nevezett el. Eleinte a két család között sok súrlódás volt az életvitelbeli különbözőségeik miatt, és ezek feldolgozását mutatta be a sorozat. Megtartották az első évadból Dorothy Jane beszélgetéseit a Holdbéli Emberrel. A második évadot már film helyett videoszalagra vették fel.

## Szereplők

### Főszereplők
- Millicent Torkelson (Connie Ray, magyar hangja Kiss Erika)
- Dorothy Jane Torkelson, Millicent lánya (Olivia Burnette, magyar hangja Nemes Takách Kata)
- Ruth Ann Totkelson, Millicent lánya (Anna Slotky, magyar hangja Garai Nóra, a pilot epizódban Elizabeth Poyer) (1. évad)
- Steven Floyd Torkelson, Millicent fia (Aaron Michael Metchik, magyar hangja Molnár Levente, a pilot epizódban Benj Thaal) (1. évad)
- Chuckie Lee Torkelson, Millicent fia (Lee Norris, magyar hangja Szvetlov Balázs)
- Mary Sue Torkelson, Millicent lánya (Rachel Duncan, magyar hangja Mánya Zsófi)
- Jacob Presley (Ernie Lively, csak a pilot epizódban)
- Wesley Hodges (William Schallert, magyar hangja Izsóf Vilmos)
- Molly Morgan, Brian lánya (Brittany Murphy) (2. évad)
- Gregory Morgan, Brian fia (Jason Marsden) (2. évad)
- Brian Morgan (Perry King) (2. évad)

### Mellékszereplők
- Kirby Scroggins (Paige Gosney) (1. évad)
- Riley Roberts (Michael Landes) (1. évad)
- Bootsie Torkelson (Ronnie Claire Edwards) (1. évad)
- Dreama (Alyson Kiperman) (1. évad)
- Kitty Drysdale (Mother Love) (1. évad)
- Mel (Peter Van Norden) (2. évad)
- Samantha (Alyson Hannigan) (2. évad)

### Híresebb vendégszereplők
- Drew Carey
- Patty Duke
- Kevin Clash
- Joey Lawrence
- Erin Gray
- Ben Affleck
- Jared Leto
- Donal Louge

## Fordítás
- Ez a szócikk részben vagy egészben  a   The Torkelsons című angol Wikipédia-szócikk ezen változatának fordításán alapul.  Az eredeti cikk szerkesztőit annak laptörténete sorolja fel. Ez a jelzés csupán a megfogalmazás eredetét és a szerzői jogokat jelzi, nem szolgál a cikkben szereplő információk forrásmegjelöléseként.